# Sierra de los Cuchumatanes
A Sierra de los Cuchumatanes é uma cadeia montanhosa situada no oeste da Guatemala. Estende-se por 400 km segundo a direcção este-oeste, pelo sul do departamento de Huehuetenango e centro do departamento de El Quiché. Em termos litológicos é composta sobretudo por rochas sedimentares, cuja idade mais antiga é o Carbónico, as quais sofreram dobramento de idade miocénica. A altitude dos pontos mais altos ronda os 3700 metros.